# Warner Music Portugal
A Warner Music Portugal é a editora discográfica sucessora da EMI-Valentim de Carvalho em Portugal. Ficou com o catálogo da EMI Music a partir de 2013. A WEA instalou-se em Portugal no final da década de 1980 mas em 2004 abandona o pais e faz um acordo de distribuição com a Farol Música.
A EMI foi licenciada da Valentim de Carvalho. Nos anos 1980, a EMI decide instalar-se em Portugal, e criam em conjunto a editora EMI-Valentim de Carvalho Música, Lda. (ou VECEMI), que conjugaria a edição dos discos da EMI com a gravação de artistas portugueses numa só empresa.
Em 1994, a Valentim vende a sua participação na EMI-VC à EMI e mantém-se a designação EMI-Valentim de Carvalho. Em 2006 a empresa passou a chamar-se EMI Music Portugal, lda.
Com a aquisição da EMI pela Universal Music, o catálogo passou provisoriamente para a Parlophone Music Portugal e uma das regras impostas pela Comissão Europeia foi que a Parlophone teria de ser vendida a um outro grupo discográfico. E foi adquirida pela Warner Music.
A principal concorrente da EMI Music (desde a sua origem ainda como Valentim de Carvalho) foi a PolyGram Portuguesa (actualmente Universal Music Portugal).